# Тун ябгу каган
Тун ябгу каган (кит. упр. 统叶护, пиньинь tongyehu, палл. Тунъеху) — каган Западно-тюркского каганата с 618 по 630 год. Новый каган отличался умом, храбростью и удачей в военных делах. Правление Тун-Джабгу можно считать расцветом Западного каганата.

## Внешняя политика. Шёлковый путь
Западный каганат стал быстро укрепляться, и Тун ябгу мог собрать больше 100 000 воинов. В 619 году племена киби и сеяньто, возглавляемые ханами Мохэ-хан Гэлэном и Ышбаром, подчинились кагану. Каган распространил свою власть на Туркестан-Сиюй, Самарканд, частично на современный Пакистан. К правителям подчинённых тюркам княжеств приставляли тутуня, который отвечал за сборы с Шёлкового Пути в пользу кагана и следил за лояльностью правителей. Расширение каганата вредило иранскому шаху Хосров II Парвизу, но тот был занят войной с Византией. Пользуясь неосмотрительностью персов, каган ввёл крупные силы на Кавказ в 626—630 гг. и нанёс огромный ущерб всем союзникам персидского шаха.
Во время войны Китая с Кат Иль-хан Багадур-шадом, Тун-Джабгу предлагал свою помощь Китаю, и это обстоятельство сильно беспокоило восточного кагана. В 625 г. каган стал свататься к китайским принцессам. Ли Шиминь посоветовался с чиновниками и решил, что для Тан стратегически разумно будет заключить союз с Западным Каганатом против Восточного. Князь Дао Ли отправился к кагану для соглашения и обратно привёз императору золотой венец, пояс и 5 000 лошадей. Но война с Восточным каганатом расстроила планы Тун-Джабгу, так как Кат Иль-хан Багадур-шад обещал, что не пропустит невесту.
Каган был ставленником племени нушиби, которое богатело от контроля Шёлкового пути, но северное племя Дулу не получало от этого доходов. Между тем, вся внешняя политика каганата была направлена на контроль торговых путей, а для этого нужны были войска, в том числе из племени дулу. Дулу восстали во главе с дядей кагана Кюлюг-Сибир ханом. Каган был убит восставшими.

## Культурное значение
Западный каганат был не только мощной военной державой, но и страной, открытой для культурных контактов с разными странами. В ставку кагана прибывали византийские и китайские посольства. Прабхакарамитра, буддистский философ из Индии, посетил ставку кагана по пути в Китай и, по некоторым сведениям, обратил кагана в буддизм. Сюаньцзан посетил кагана в начале 630 года и отметил варварскую роскошь его двора, но был обрадован процветанию Нава Вихара в тюркском Балхе.